# 張廷珍
張廷珍（？—？），字效儒，直隸常州府武進縣人，直隸大同中屯衛軍籍，明朝政治人物。

## 生平
順天府鄉試第十六名舉人。成化二十三年（1487年）中式丁未科三甲第一百八十六名進士。

## 家族
曾祖張彥真；祖父張存禮；父張翊。嫡母周氏；生母馬氏。